# New Ulm
New Ulm é uma cidade localizada no estado americano de Minnesota, no Condado de Brown.

## Demografia
Segundo o censo americano de 2000, a sua população era de 13.594 habitantes.
Em 2006, foi estimada uma população de 13.406, um decréscimo de 188 (-1.4%).

## Geografia
De acordo com o United States Census Bureau tem uma área de
23,2 km², dos quais 22,7 km² cobertos por terra e 0,5 km² cobertos por água. New Ulm localiza-se a aproximadamente 274 m acima do nível do mar.

## Localidades na vizinhança
O diagrama seguinte representa as localidades num raio de 24 km ao redor de New Ulm.